# Amphinemura puebla
Amphinemura puebla är en bäcksländeart som beskrevs av Baumann och Gaufin 1972. Amphinemura puebla ingår i släktet Amphinemura och familjen kryssbäcksländor. Inga underarter finns listade i Catalogue of Life.